# Боб Мартенс
Роберт "Боб" Август Мартенс (нід. Robert "Bob" August Maertens, 24 січня 1930, Антверпен — 11 січня 2003, Вейнегем) — бельгійський футболіст, що грав на позиції півзахисника, зокрема, за клуб «Антверпен», а також національну збірну Бельгії. По завершенні ігрової кар'єри — тренер.
Чемпіон Бельгії. Володар Кубка Бельгії. 

## Клубна кар'єра
У футболі дебютував 1948 року виступами за команду «Антверпен», в якій провів одинадцять сезонів, взявши участь у 282 матчах чемпіонату. Більшість часу, проведеного у складі «Антверпена», був основним гравцем команди. За цей час виборов титул чемпіона Бельгії.
Завершив професійну ігрову кар'єру у клубі «Олімпік» (Шарлеруа), за команду якого виступав протягом 1959—1963 років.

## Виступи за збірну
1952 року дебютував в офіційних матчах у складі національної збірної Бельгії. Протягом кар'єри у національній команді провів у її формі 12 матчів.
Був присутній в заявці збірної на чемпіонаті світу 1954 року у Швейцарії, але на поле не виходив.

## Кар'єра тренера
Розпочав тренерську кар'єру, повернувшись до футболу після невеликої перерви, 1968 року, очоливши тренерський штаб клубу «Антверпен». 
Останнім місцем тренерської роботи був клуб «Расінг Мехелен», головним тренером команди якого Боб Мартенс був з 1976 по 1977 рік.
Помер 11 січня 2003 року на 73-му році життя у місті Вейнегем.

## Титули і досягнення
- Чемпіон Бельгії (1):

«Антверпен»: 1956—1957
- Володар Кубка Бельгії (1):

«Антверпен»: 1954—1955